# Dïas Kämelov
Dïas Baqıtulı Kämelov (in kazako Диас Бақытұлы Кәмелов?, in russo Диас Бакытович Камелов?, Dias Bakytovič Kamelov; Taraz, 29 maggio 1981) è un ex calciatore kazako, di ruolo centrocampista.